# Julia Tolofua
Julia Tolofua (Niza, 1 de junio de 1997) es una deportista francesa que compite en judo.
Ganó dos medallas en el Campeonato Mundial de Judo, en los años 2022 y 2023, una medalla de plata en el Campeonato Europeo de Judo de 2024 y una medalla de oro en el Campeonato Europeo de Judo por Equipo Mixto de 2022.

## Palmarés internacional
| Campeonato Mundial                  | Campeonato Mundial   | Campeonato Mundial | Campeonato Mundial |
| Año                                 | Lugar                | Medalla            | Categoría          |
| ----------------------------------- | -------------------- | ------------------ | ------------------ |
| 2022                                | Taskent (Uzbekistán) | Medalla de bronce  | +78 kg             |
| 2023                                | Doha (Catar)         | Medalla de plata   | +78 kg             |
| Campeonato Europeo                  |                      |                    |                    |
| Año                                 | Lugar                | Medalla            | Categoría          |
| 2024                                | Zagreb (Croacia)     | Medalla de plata   | +78 kg             |
| Campeonato Europeo por Equipo Mixto |                      |                    |                    |
| Año                                 | Lugar                | Medalla            | Categoría          |
| 2022                                | Mulhouse (Francia)   | Medalla de oro     | Equipo mixto       |